# Захариу, Панайотис
Панайотис Захариу (греч. Παναγιώτης Ζαχαρίου; 26 февраля 1996) — кипрский футболист, нападающий клуба АЕЛ (Лимасол) и сборной Кипра.

## Биография

### Клубная карьера
Профессиональную карьеру начал в 2013 году в клубе второго дивизиона АЕП. После окончания сезона 2013/14 клуб был реорганизован в ФК «Пафос», где продолжил выступать Захариу. По итогам следующего сезона «Пафос» занял второе место и перешёл в высшую лигу, однако дебют в элитном дивизионе оказался неудачным и по результатам сезона команда вернулась во вторую лигу. Вновь заняв второе место в сезоне 2016/17, «Пафос» снова оказался в высшей лиге.

### Карьера в сборной
16 ноября 2018 года Захариу дебютировал за сборную Кипра в матче Лиги наций УЕФА против сборной Болгарии и в первом же матче отметился забитым голом, открыв счёт на 24-й минуте. Игра завершилась со счётом 1:1.